# Gar Wood Speedster
Gar Wood Speedster ist ein knapp fünf Meter langes Rennboot, das von 1934 bis 1938 von Garfield Wood bzw. seiner Firma Gar Wood, Inc., unter der Marke „Gar Wood“ produziert und vermarktet wurde. Von den vierzehn ursprünglichen Speedster-Modellen wurden drei aufgrund ihrer berühmten Erst- oder Vorbesitzer am detailliertesten erforscht – „Miss Behave“ und „Miss Chief“ von 1935 und „Miss Persia“ von 1936. Heute gibt es weltweit mehr Speedster-Nachbauten als originale Boote. Die ersten Reproduktionen begannen bereits in den 1960er Jahren.

## Design und Konstruktion
Der Speedster ist neben den viel größeren Baby-Gar-Modellen aus den 1920er Jahren das bekannteste und begehrteste Bootsmodell der Marke Gar Wood, wurde jedoch nur vierzehnmal in seiner Produktionszeit hergestellt und war das kleinste, vor dem Zweiten Weltkrieg gebaute Rennboot von Gar Wood. Als Basis diente der ein Jahr zuvor von Gar Wood 1933 vorgestellte Standard, 16-Fuß-Runabout. Der Speedster war Gar Woods maritime Version der europäischen Sportwagen, die zu Beginn und in der Mitte der 1930er-Jahre große Aufmerksamkeit in den Vereinigten Staaten auf sich zogen. Zur gleichen Zeit wurde der Speedster als kleinere Ausgabe der berühmten Miss Americas von Gar Wood gesehen – seine großen, mit Flugmotoren und speziell in den letzten Versionen mehrfachen Miller-Sechzehn- oder Packard-Zwölfzylinder-V-Motoren ausgestatteten Rennbooten, mit denen er sechs Mal den Geschwindigkeitsweltrekord auf dem Wasser gewann und mehrfach den prestigeträchtigen Gold Cup und die berühmte Harmsworth Trophy.
Der Speedster wurde aus afrikanischem Mahagoni gefertigt und war ein Rennboot mit einem einzelnen, im Heck befindlichen Cockpit, das während seiner Produktionszeit von verschiedenen Sechszylindermotoren angetrieben wurde.
In seinem ersten Produktionsjahr wurde der Speedster zu einem Preis von 1.195 USD angeboten, ausgestattet mit einem Standard-Chrysler-Motor. Im letzten Produktionsjahr stieg der Einstiegspreis eines Speedster auf 1.565 USD beziehungsweise 2.045 USD für eine leistungsgesteigerte Renn-Version des Speedsters, der dann mit einem Segeltuch bespannten Vordeck, einem Zweiblatt-Propeller und dem größten Motor (einem 175-PS-Gray-Fire-Ball) ausgestattet war. In den meisten der vierzehn originalen Speedster wurde ein Sechszylinder-Gray-Bootsmotor installiert, aber andere Motoroptionen waren mit Chrysler Crown, Gray Marine 244, Gray Fire Ball und Lycoming 223 verfügbar und brachten das Boot somit auf eine maximale Geschwindigkeit von ungefähr 40 kn.
In den ersten zwei Jahren war es möglich, den Speedster auch mit einem 225er Scripps V-8 auszustatten, aber keiner der originalen Speedster wurde jemals direkt ab Werk mit einem Achtzylinder-V-Motor ausgestattet. Der Einbau eines 225-Kubik-Motors in den Speedster war wichtig und wurde auch von Gar Wood für Marketingzwecke genutzt (hier versprach man mit dem V-8-Motor eine Höchstgeschwindigkeit von bis zu 48 kn), da im Oktober 1934 die neue 225er-Rennklasse durch die American Power Boat Association eingeführt wurde, für die der Gar Wood Speedster nun antreten konnte. Das spezielle Design dieses Bootes mit einem Cockpit achtern wird heutzutage gemeinhin als „Gentleman’s Runabout“ oder „Gentleman Racer“ bezeichnet.

## Geschichte
Bevor die originalen Produktionsdaten der Gar-Wood-Fabriken Mitte der 1990er Jahre wiedergefunden wurden, hatte man angenommen, dass Edward J. Noble, Präsident der Lifesaver Candy Company, der Kunde war, der Garfield Wood überredete, eine kleine Flotte von Rennbooten für sich selbst und seine Freunde zu produzieren, um auf dem Sankt-Lorenz-Strom (USA) Rennen zu fahren. Diese erste Annahme hatte sich daher über lange Jahre in der klassischen Bootsszene festgesetzt und wird auch heute noch in vielen Medien verbreitet. Dies konnte jedoch bislang nicht bestätigt werden und basierend auf den dann gefundenen Werksaufzeichnungen ist es deutlich wahrscheinlicher, dass die Kunden, die Gar Wood beim Bau des Speedsters beeinflussten, die Bourne- und Thayer-Familien der Thousand Islands waren – sie erwarben allein drei der vierzehn produzierten, originalen Speedster im Jahr 1935. Obwohl Edward J. Noble Eigner eines Baby-Gar-Modells war, ist es mittlerweile erwiesen, dass er nie einen Gar Wood Speedster besaß – jedoch seine Tochter, Mrs. June Noble Larkin. Gar-Wood-Boote waren zu ihrer Zeit sehr luxuriös und repräsentativ (ein Gar-Wood-Boot hatte einen Preisaufschlag von etwa 1,5 bis 2,5 gegenüber einem vergleichbaren Chris-Craft-Modell der gleichen Größe) und die Marke nutzte sogar ihre berühmten Kunden seit den 1920er Jahren als Referenz in der Werbung, dennoch war die einzige berühmte Person, die bekanntermaßen einen Gar Wood Speedster als Erstbesitzer besaß, Mohammad Reza Pahlavi.
Basierend auf den Produktionsdaten wurde das erste, jemals gebaute Modell von Phil Wood, dem Bruder von Garfield Wood, Ende Juli 1934 gebaut und ausgiebig getestet. Es wurde von einem 85 PS starken Chrysler-Marine-Motor angetrieben und existiert noch heute. Dies war das Boot, das von Gar Wood für sämtliche Verkaufsmaterialien und für den ersten öffentlichen Auftritt in einem Artikel des MotorBoating-Journals im Oktober 1934 verwendet wurde und den Reporter Charles Lussier und Gar Woods Werftleiter Ed Hancock an Bord zeigt. Weitere acht Boote, darunter „Miss Behave“ (ehem. „Miss Step“) sowie die beiden Schwesterschiffe „Miss Me“ und „Miss Chief“, wurden 1935 hergestellt. Eines davon wurde nach Algier (mit einem 92 PS starken Chrysler Motor) und eines nach Paris verkauft. Außer dem Boot, das nach Algier versandt wurde, wurden alle anderen von einem 115-PS-Gray-Marine-Motor angetrieben. Ein weiterer Speedster wurde 1936 produziert und nach Paris und weiter über die Schweiz nach Persien geliefert – die heutige „Miss Persia“. Weitere vier Speedster wurden zwar noch produziert, aber nicht vor 1939 (ein Speedster, der nach Detroit verkaufte) bzw. 1941 (zwei nach Ohio, einer nach Kentucky) verkauft. Eines dieser vier Boote wurde von einem 165 PS starken Lycoming-Motor angetrieben, der somit den größten, werkseitig installierten Motor darstellt, der jemals in einen originalen Speedster eingebaut wurde.
Von den vierzehn ursprünglichen Speedstern sind nur noch sieben Überlebende bekannt, fünf davon sind in der ACBS, der weltweit größten Interessengemeinschaft für antike und klassische Boote, registriert. Die bekanntesten und damit auch historisch weitestgehend im Detail erforschten Speedster sind die folgenden:

### Miss Behave
Im Jahr 1935 war die Miss Behave einer von vier Speedstern, die ursprünglich an Fitzgerald & Lee, Gar Woods größtem Händler vor dem Zweiten Weltkrieg, mit Sitz in Alexandria Bay, USA, geliefert wurde. Miss Behave, damals noch mit dem Originalnamen „Miss Step“ versehen, wurde zusammen mit Miss Chief und Miss Me an die Familien Bourne bzw. Thayer ausgeliefert und dieses Boot wird heute im Antique Boat Museum in Clayton, New York ausgestellt. Miss Behave wurde ursprünglich von einem 115-PS-Sechszylinder, Gray-Bootsmotor angetrieben – erster Besitzer war George Bourne. Dieses Rennboot ist eines der wenigen, ursprünglichen Überlebenden und wurde von der dritten Besitzerin June Noble Larkin dem Museum gestiftet. Noble Larkin, Tochter von Edward J. Noble, kaufte das Boot noch vor 1968 zusammen mit ihrem ersten Ehemann, David Shiverick Smith, von Miss Behaves zweitem Besitzer Fred McNally. Die meisten der heute angefertigten Nachbauten basieren auf den Originalzeichnungen der Miss Behave, die während ihrer Restaurierung von den Turcotte Brüdern Anfang der 1990er Jahre abgenommen wurden. Miss Behaves Schwesterboot, „Miss Me“, war im Besitz von Alfred Severin Bourne, dem älteren Bruder von George Bourne, wobei das Schicksal der Miss Me zum gegenwärtigen Zeitpunkt noch nicht geklärt ist.

### Miss Chief
Ein anderer originaler 1935er Speedster aus der Fitzgerald & Lee Gruppe war Miss Chief, ursprünglich ausgeliefert an Alexander Dallas Thayer, verheiratet mit Marjorie Bourne und folglich der Schwager von George Bourne. Mit der Rumpfnummer 5703 ist Miss Chief neben Miss Persia einer der fünf Original-Speedster, die derzeit bei der ACBS gelistet sind. Miss Chief wurde ursprünglich mit einem 115-PS-Sechszylinder-Gray-Marine-Motor angetrieben, verfügt aber heute über einen 150 PS starken Sechszylinder Chrysler-Spitfire-Motor. Miss Chief wechselte im Laufe ihrer Geschichte mehrmals den Besitzer: Nach A.D. Thayer verkaufte ein zweiter, noch unbekannter Besitzer das Boot an Randy Arnot, dann an Bill Banister (dieser benannte Miss Chief um in „Bandito“), weiter zu Don Price (wieder Umbenennung zurück zu „Miss Chief“) und weiter an Bob Fergus Mitte der 1990er Jahre. Fergus verkaufte das Boot weiter an den amerikanischen Country-Sänger und Bootesammler Alan Jackson und es wurde später bei einer US-Auktion für antike Boote in Clayton, NY, am 1. August 2009 für 112.000 USD an seinen derzeitigen Besitzer verkauft, der den kompletten Rumpf ersetzen ließ und Miss Chief in seinen Ursprungszustand von 1935 zurückversetze.

### Miss Persia
1936 wurde nur ein Speedster für die Chicago Bootsmesse im Mai produziert und ausgestellt. Aufgrund des sinkenden Interesses der Gar Wood Händler war es gleichzeitig das letzte Mal, dass Gar Wood einen Speedster auf seinem Messestand zeigte. Dieser Speedster wurde nur wenige Wochen später, am 24. Juni 1936, zum New Yorker Hafen transportiert und am 1. Juli 1936 an Bord der S.S. Normandie an Garfield Woods französischen Distributoren Theobald M. Quinn nach Paris verschifft. Von hier wurde es an den Schweizer Gar Wood-Händler André Couteau geliefert. Dieses Boot (Modell 606) wurde von Reza Schah Pahlavi als Geschenk für seinen Sohn Mohammad Reza Pahlavi gekauft, der bis Mai 1936 am Genfersee studierte. Ursprünglich wurde dieses Modell mit einem Sechszylinder 125-PS-Gray-Marine-Motor angetrieben und war damit der Original-Speedster mit dem zweitgrößten, jemals eingebauten Motor. Miss Persia wurde im Jahr 1947 mit einem Sechszylinder-1M-245 R-Packard-Marine-Rennmotor neu bestückt und von Mohammad Reza wahrscheinlich bis ca. 1950 verwendet. Zu dieser Zeit war es ein Teil des Inventars des Ramsar Palastes am Kaspischen Meer, der Sommerresidenz der königlichen Familie. Heute ist der werksseitig hundertprozentig exakte Wiederaufbau der „Miss Persia“ gut dokumentiert. Dieser Speedster befindet sich heute in einer privaten Sammlung und wird wiederum mit seinem seltenen Sechszylinder-Packard Marine-Rennmotor angetrieben.
Neben den vorgenannten, historisch sehr detailliert erforschten Speedstern, sind die folgenden zwei originalen Speedster in jahrzehntelanger Hand ihrer jetzigen Besitzer bekannt:

### Nostalgia
Nostalgia ist eines der im Jahr 1935 produzierten Boote und wurde an die Bennett Boat Company in Mayfield, NY, ausgeliefert, um auf dem Great Sacandaga Lake zu fahren. Sie ist heute beheimatet im Norden Kaliforniens.

### Dream Chaser
Dream Chaser (vormals bekannt als Prima Donna) ist der 1934er Prototyp von Phil Wood und damit der älteste Speedster überhaupt. Dieses Boot hat die Rumpfnummer 5589 und wird durch einen Sechszylinder Gray-Marine-Motor mit 115 PS angetrieben. Es wurde nach der Chicago Bootsmesse von 1935 an den Erstbesitzer nach Windsor in Kanada ausgeliefert. Nach vielen Jahren in einer einzigen Sammlerhand ist dieses Boot mittlerweile beheimatet am Lake Rabun in Georgia.

## Speedster-Nachbauten
Mehrere Firmen und Einzelpersonen mit Sitz in den USA und weltweit produzierten exakte Kopien des Gar Wood Speedsters. Allgemein bekannt als Reproduktionsfirmen sind die drei Miss Behave Inc. Speedster, die 1963 von Rogers Marina (USA) gebaut wurden, fünfzehn Wellington-Versionen in den 1980er Jahren und die sechs Repliken der Turcotte-Brüder in den 1990er Jahren.
Hauptunterschiede zwischen den oben genannten, drei kleinen Reproduktions-Serien können in der Qualität der Nachbauten, den eingebauten Motoren und dem ursprünglichen Speedster, der als Vorlage zum Nachbau diente, gesehen werden: Während sowohl die Miss Behave Inc. als auch die Turcotte Brothers Speedster Abmasse der ursprünglichen „Miss Behave“ nahmen, beruhten die Wellington-Versionen auf der originalen „Nostalgia“. Während die drei Miss Behave Inc. Speedster allgemein verfügbare und somit nicht originale Gar Wood-Hardware verwendeten, nutzten sowohl die Turcotte-, als auch die Wellington-Versionen exakte Kopien der ursprünglichen Gar Wood Speedster-Hardware. Auch waren alle Wellington-Versionen mit einem Fiberglasboden, -seiten und -heck versehen, was somit den größten Unterschied zu den originalen Speedstern darstellt. Schließlich gab es Unterschiede in den verwendeten Motoren: Die Konstrukteure hinter Miss Behave Inc., David Rogers Sr. und Jr., entschieden sich bei allen drei gebauten Speedster-Modellen für einen 188 PS starken Universal-V-8-Motor „Little King“ der Universal Motor Company mit Sitz in Oshkosh, Wisconsin. Im Gegensatz dazu verfügten die Wellington Speedster über einen Crusader Marine V-6-Motor mit nur 165 PS, während vier Turcotte Speedster mit V-6 und zwei weitere mit V-8-Motoren ausgeliefert wurden.

### Miss Conduct
Einer der bekanntesten Reproduktions-Speedster war jedoch die „Miss Conduct“ von Alan Schinnerer, die von 1983 bis 1985 aufgebaut wurde. Als Basis diente der Rumpf (dies wurde in den späten 1990er Jahren anhand der noch vorhandenen Rumpfnummer 5496 nachgewiesen) eines aus dem gleichen Baujahr stammenden, normalen Gar-Wood-16-Fuß-Runabouts mit ehemals zwei Cockpits. Dieser Nachbau wird heute angetrieben durch einen Chrysler-Fire-Ball-Sechszylindermotor mit 175 PS und einer somit erreichten Höchstgeschwindigkeit von 48 kn. In den späten 1980er Jahren gewann dieses Boot mehrere wichtige Auszeichnungen bei den bekanntesten, amerikanischen Ausstellungen für klassische Boote. und kann somit als einer der besten Reproduktionen weltweit gelten. Mit einem Schätzwert von 30.000–40.000 US-Dollar wurde Miss Conduct am Ende für 70.400 USD auf einer RM-Sotheby’s-Auktion an den neuen Besitzer im Herbst 2015 verkauft.

### Miss Demeanor
Darüber hinaus bauten Enthusiasten auf der ganzen Welt Nachbildungen auf der Grundlage der Zeichnungen, die während des Restaurierungsprozesses von Miss Behave genommen wurden. Eines der meist publizierten Speedster dieser Art ist der schwedische Speedster-Nachbau „Miss Demeanor“, der in einer Garage über einen Zeitraum von fast zwei Jahren nachgebaut wurde. Dies zeigt die große Faszination, die noch heute ein Gar Wood Speedster auf Bootsliebhaber weltweit ausdrückt.
Heute gibt es mehr Speedster-Nachbauten als originale Speedster mit insgesamt sechzehn Gar Wood Speedstern, die in der ACBS registriert sind, bestehend aus vier Wellington-Speedstern, zwei Turcotte-Repliken, fünf Speedstern unbekannter Herkunft und fünf originalen Speedstern mit jeweils von der Gar Wood Society bestätigten, einzigartigen Rumpfnummern (Stand: September 2018). Die von der Gar Wood Society ausgestellten Echtheits-Zertifikate werden nach sorgfältiger Prüfung und Abgleich mit den Werksaufzeichnungen ausgestellt und sind damit die einzige Möglichkeit zur Erkennung, ob es sich um ein originales Boot handelt.